# Umbilicus oppositifolius
Umbilicus oppositifolius, é uma planta com flor, vivaz, carnuda, do género botânico Umbilicus, endémica do Cáucaso. Em alguns sistemas de classificação taxonómica está inserida num género de que é a única espécie: Chiastophyllum, recebendo, nesse caso, o nome científico Chiastophyllum oppositifolium. Tem sido também identificada pelos nomes científicos Cotyledon simplicifolia, Cotyledon oppositifolia, e  Chiastophyllum simplicifolium. É utilizada como planta ornamental, tanto pelo efeito das flores como pela folhagem.
Forma tufos de folhagem verde-maçã com extremidades brancas e margem ondulada em caules carnudos que atingem cerca de 10 centímetros. As folhas são ovadas. As flores são amarelo-douradas, dispostas em rácimos pendentes na extremidade de cada caule castanho. Floresce no Verão. Prefere solos bem drenados.

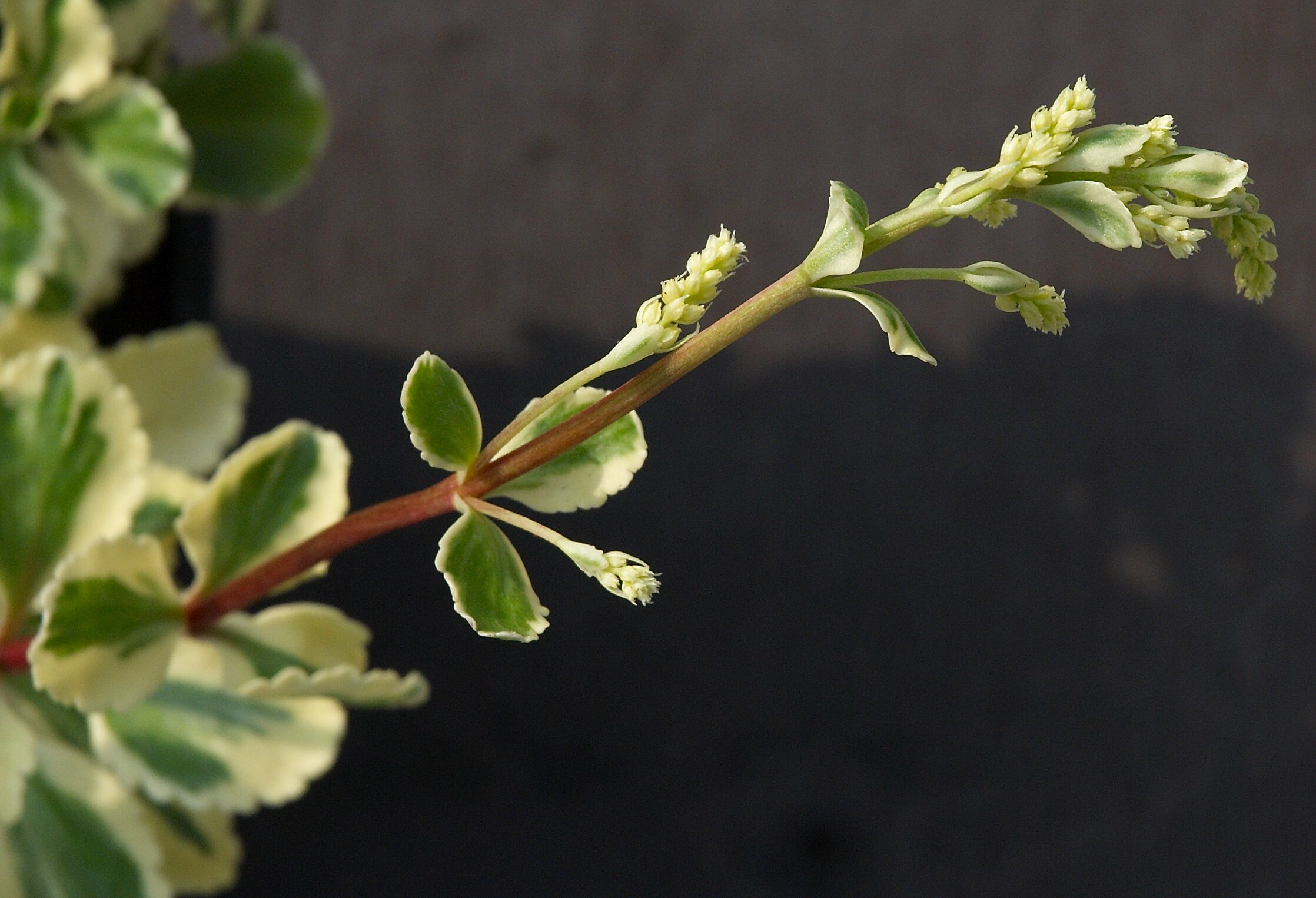